# Korbuly György
Korbuly György (Nemesócsa, 1903. április 18. – Chicago, USA, 1981. november 1.) magyar orvos, szülész-nőgyógyász, orvostörténész.

## Élete
Az erdélyi örmény Korbuly / Corbulián család leszármazottja.   Korbuly György 1903-ban született a Komárom vármegyei Nemesócsán, régi örmény katolikus családba. Középiskolai tanulmányait a nagyszombati érseki gimnáziumban és a komáromi bencés gimnáziumban végezte, 1921-ben érettségizett Komáromban, majd Halléban, Berlinben, Zürichben és Budapesten orvosi és bölcsészeti tanulmányokat folytatott. 1932-ben a Pázmány Péter Tudományegyetemen szerzett általános orvosi diplomát, és a budapesti Vas utcai Pajor Szanatórium segédorvosa, valamint a Szent István Kórház II. sz. Szülészeti Osztályának gyakornoka, illetve alorvosa lett. 1934-ben bölcsészdoktori oklevelet szerzett.
1936 és 1938 között a Pázmány Péter Tudományegyetem Orvostudományi Kar Szülészeti és Nőgyógyászati Klinikának előadó tanára, 1938-tól 1940-ig kutató-ösztöndíjasa volt. 1938-ban szülész-nőgyógyász szakorvosi vizsgát tett, 1940-ben pedig a bevezetés az orvostörténetbe, különös tekintettel a magyar viszonyokra tárgykörben magántanári képesítést szerzett, és a Pázmány Péter Tudományegyetem magántanára lett. 1937-től a Budapesti Királyi Orvosegyesület főtitkára és az Orvostörténeti Szakbizottsága elnöke, 1938-tól az Orvosi Továbbképzés Központi Bizottságának titkára, 1940 és 1942 között pedig az Orvosképzés c. folyóirat felelős szerkesztője volt.
1941-ben rövid ideig a Vallás- és Közoktatásügyi Minisztérium (VKM) Egyetemi IV/2. Ügyosztályának előadójaként és miniszteri tanácsosaként, majd 1944-ig az Állami Bábaképző Intézet igazgatójaként dolgozott, melyet Budapest ostroma előtt a Dunántúlra telepített. 1944-ben Szent István Akadémia tagja lett. A második világháború után elhagyta az országot, és előbb Ausztriában, majd Németországban, 1949-ben pedig az USA-ban telepedett le. 1949 és 1954 között különböző kórházakban és magángyógyintézetekben dolgozott szülész-nőgyógyász főorvosként, majd 1954-től 1973-ig a Chicagói Egyetem Nőgyógyászati Klinikájának másodprofesszora volt.
Fő kutatási területe az ókori görög és római orvostörténet, főleg a pannóniai római orvosi emlékek feltárása volt, emellett vizsgálta a magyar szülészet, nőgyógyászat és egészségvédelem történetét, valamint Semmelweis Ignác munkásságát is. Sokat tett az Orvostörténeti Múzeum gyarapításáért, valamint a magyar orvostörténelem oktatásának népszerűsítéséért és fejlesztéséért is.

## Főbb művei
- Aquincum orvosi emlékei (Bp., 1934)
- A magyar szülészet bölcsőkora (Bp., 1936)
- Almási Balogh Pál Némethoni naplója 1825-ből (Bp., 1938)